# Iglesia de Santa Sofía (Moscú)
La iglesia de Santa Sofía (en ruso, церковь Софии в Средних Садовниках) es una iglesia ortodoxa rusa que data de mediados del siglo XVII, céntricamente situada en Moscú, Rusia, en la isla de Balchug, frente al Kremlin.
La iglesia, tal vez fundada por mercaderes de Novgorod, da nombre al muelle Sofievskaya del río Moscova, y sobre su fachada de color malva destaca una elevada torre campanario de estilo ecléctico de Nikolái Kozlovsky, que se trazó en 1860, y que despunta sobre la ribera del Moscova.